# Сет (митологија)
| sw | W | t · X | E20 | A40 |

| s | t · S |

| z · t · X |

Сет је староегипатско божанство које се развило од тотемског праоца једног египатског племена, касније номе, да би у свештеничкој обради почело да персонификује пустињу и све у вези са њом (ветар, олује, жегу, сушу). Он је противник Хоруса, влада тамом и зла су његова дела. У прединастичко доба постаје заштитник Горњег Египта, па се борба између Хоруса и Сета узима као опис сукоба за уједињење и доминацију над читавом долином. Утеловљује се у животињи сличној хрту која живи у пустињи и на њеним рубовима. У храмовним рељефима приказиван је у људском облику са главом хрта. Династије Хикса, који су владали Доњим Египтом од око 1700. п. н. е. као страни освајачи поштовали су Сета као своје божанство.